# Traves (Haute-Saône)
Traves is een gemeente in het Franse departement Haute-Saône (regio Bourgogne-Franche-Comté) en telt 356 inwoners (2011). De oppervlakte bedraagt 12,29 km², de bevolkingsdichtheid is 29 inwoners per km².
Te Traves bevindt zich een sluitsteen van een dolmen, met zielengat; Pierre percée genaamd.
Ex-Standartenführer Joachim Peiper woonde in Traves van 1972 tot 1976 in een afgelegen huis ten westen van de plaats, waar hij vermoedelijk is omgekomen bij een brandstichting in zijn huis. Het lichaam is nooit positief geïdentificeerd.

## Demografie
Onderstaande figuur toont het verloop van het inwonertal (bron: INSEE-tellingen).

## Overleden
- Joachim Peiper (1915-1976), Duits officier in de Waffen-SS

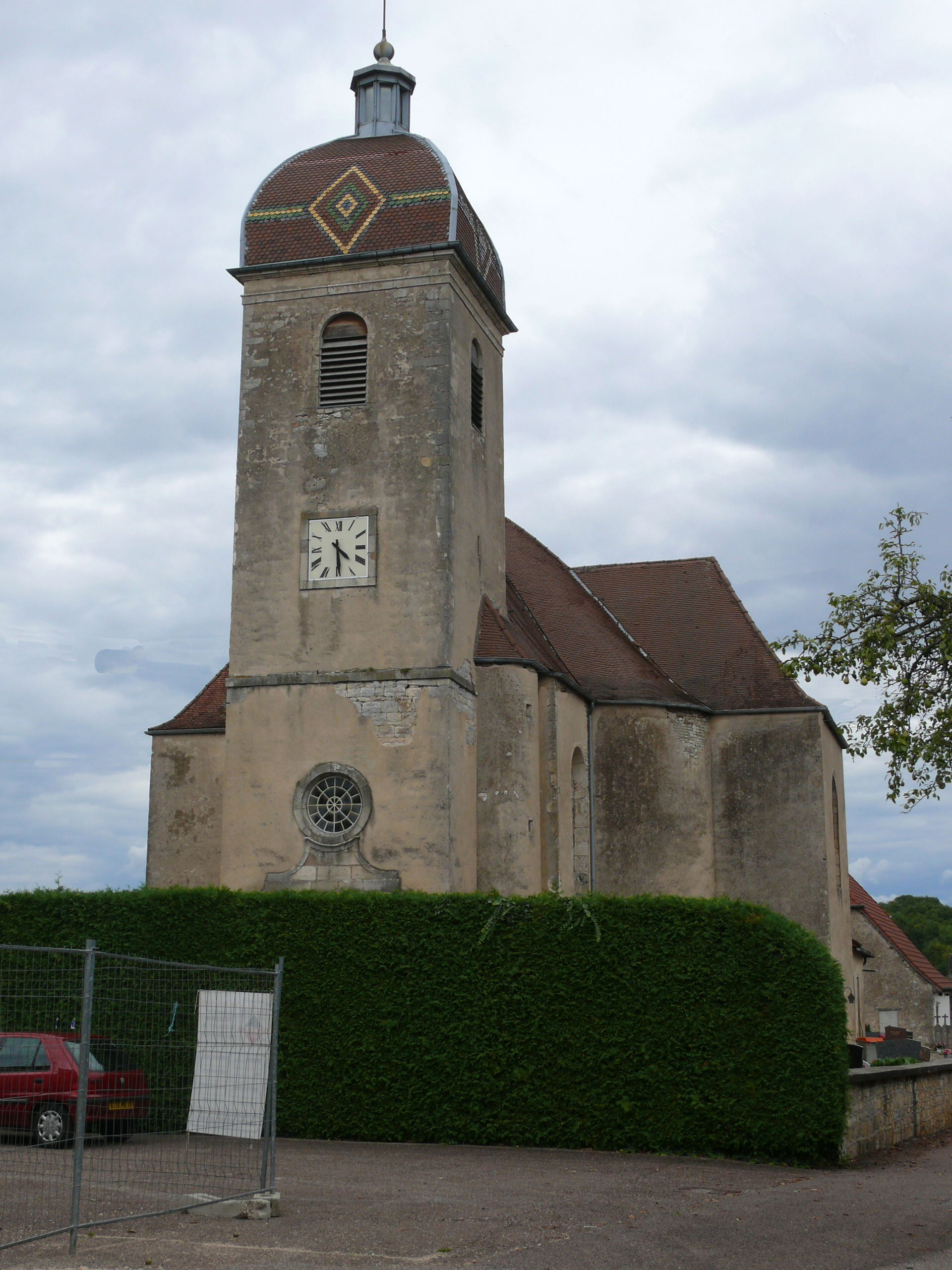
Kerk

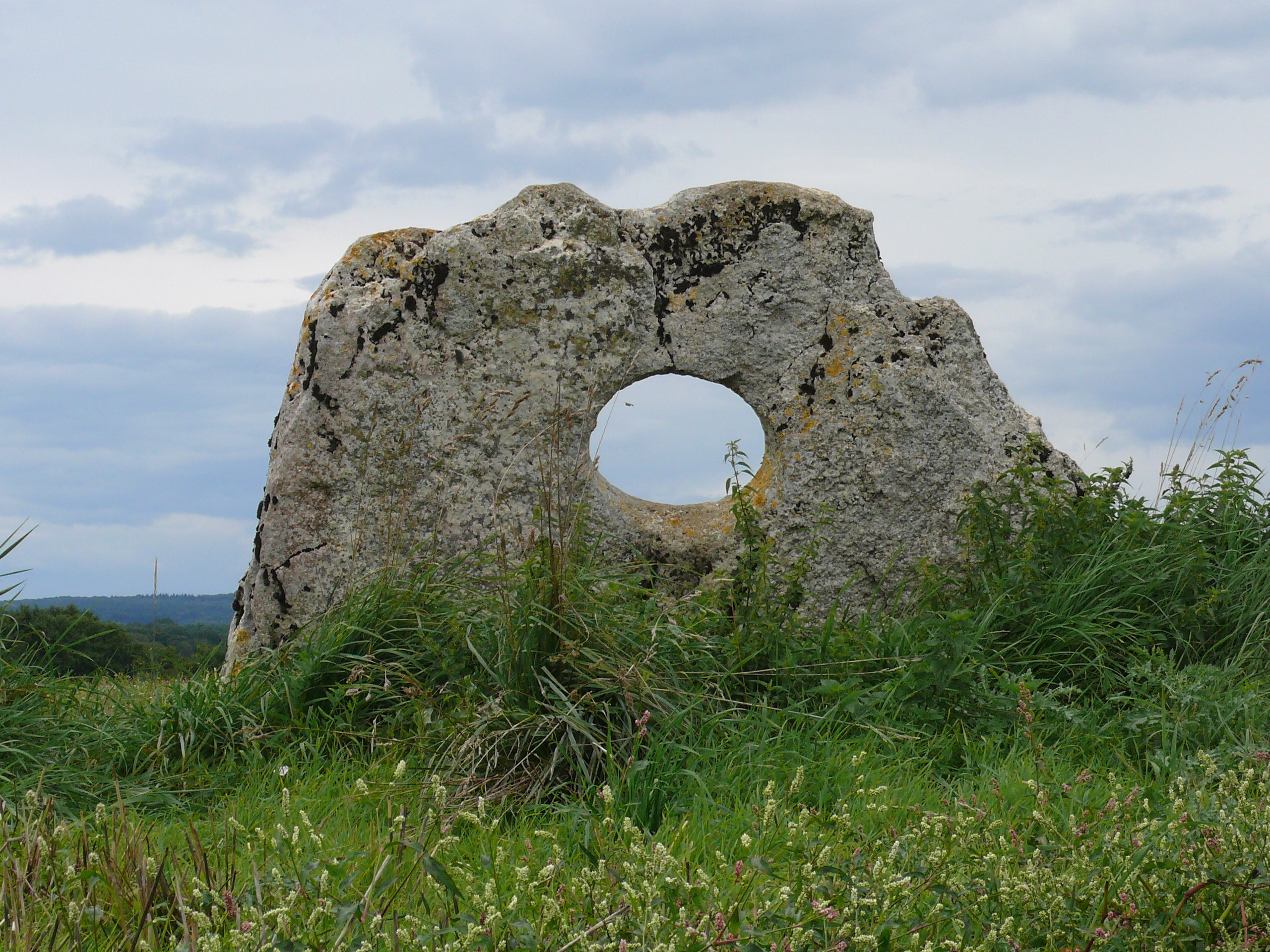
Pierre percée te Traves